# 安川友貴
安川 友貴（やすかわ ゆうき、1984年3月28日 - ）は北海道出身のスキージャンプ選手及び指導者。身長178cm 体重63kg。

## プロフィール
札幌市立琴似小学校-札幌市立琴似中学校-札幌日大高校－日本大学-新潟県立新井高等学校教諭、全日本スキー連盟スキージャンプナショナルジュニアチームコーチ
札幌日大高校時代に若手のホープとして全日本ジュニア代表入り。2001年12月から翌年1月にかけて海外遠征に参加してスキージャンプ・コンチネンタルカップに出場。12月21日のプレダッツォ（イタリア）ではスキージャンプ・ワールドカップに出場した（50位）。
2002年ノルディックスキージュニア世界選手権では20位。インターハイでは2年連続3位となった。
日大進学後2003年の第21回ユニバーシアード冬季競技大会代表となりノーマルヒル19位、ラージヒル27位、団体6位となった。
日本大学卒業後は新潟県新井高校教諭として、同校ジャンプ監督を務めるかたわら自らも競技会に出場している。

## 主な競技成績
- 1999.01.10(日) 第40回雪印杯全日本ジャンプ大会ジュニアの部優勝
- 2001.01.19(金) 第56回北海道スキー選手権大会兼国体北海道予選少年組優勝
- 2001.02.04(日) 第50回全国高等学校スキー大会3位
- 2002.01.16(水) 第54回南北北海道高等学校スキー大会南北海道地区優勝
- 2002.02.03(日) 第13回TVh杯ジャンプ大会少年の部優勝
- 2002.02.06(水) 第51回全国高等学校スキー大会3位
- 2003.01.12(日) 第76回全日本学生スキー選手権大会 一部5位
- 2003.01.17(金) 第21回ユニバーシアード冬季競技大会ノーマルヒル19位
- 2003.01.18(土) 第21回ユニバーシアード冬季競技大会団体6位
- 2003.01.22(水) 第21回ユニバーシアード冬季競技大会ラージヒル27位
- 2004.01.13(火) 第77回全日本学生スキー選手権大会 一部16位
- 2005.01.10(月) 第78回全日本学生スキー選手権大会 一部11位
- 2006.01.17(火) 第79回全日本学生スキー選手権大会 一部7位